# Padri fondatori degli Stati Uniti d'America

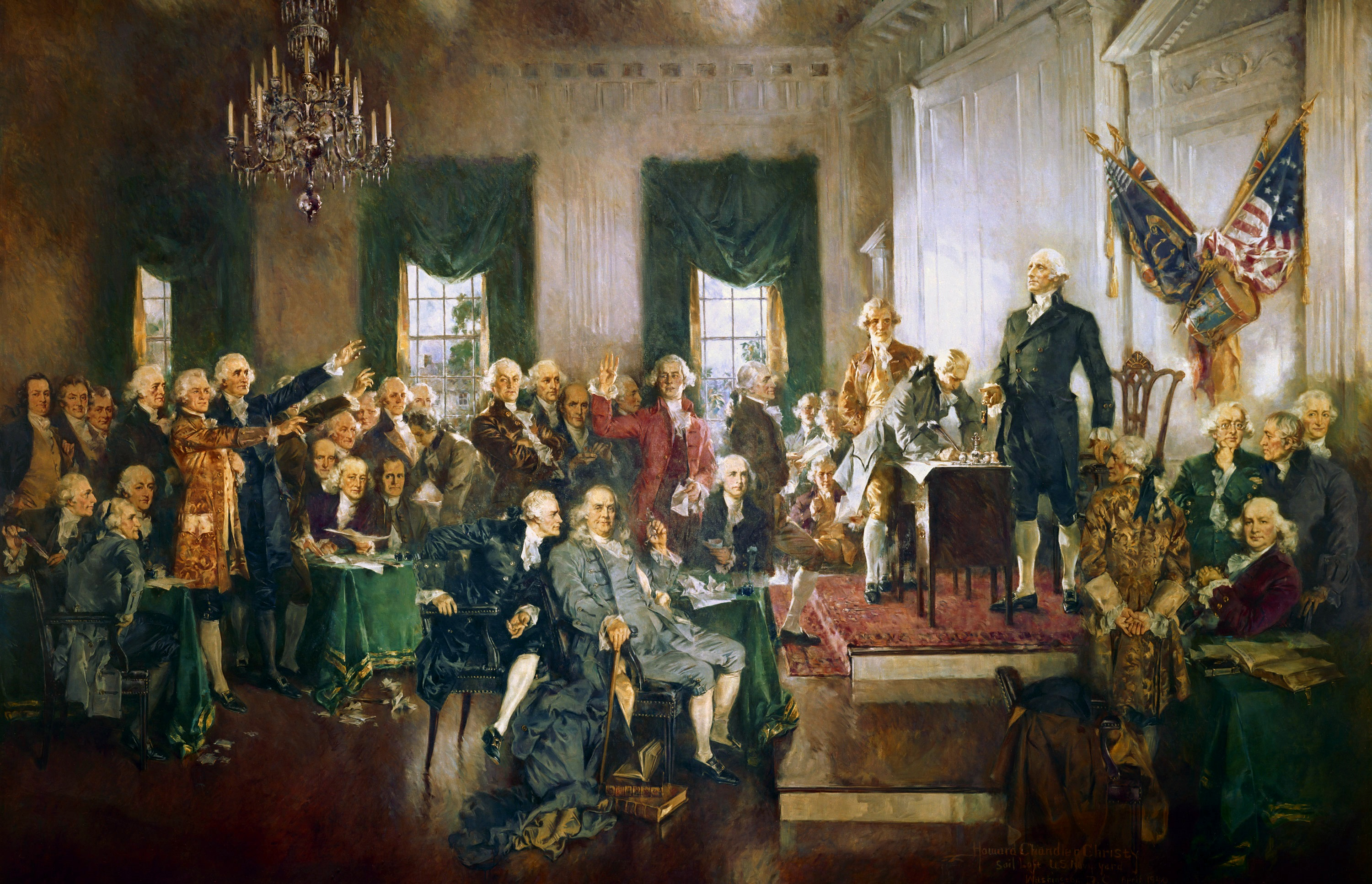
Scena della firma della Costituzione degli Stati Uniti, dipinto di Howard Chandler Christy

L'evento raffigurato nel dipinto di John Trumbull non è, come spesso si sostiene, la firma della Dichiarazione d'indipendenza. In realtà l'autore aveva rappresentato la commissione dei cinque redattori nell'atto di presentare il suo lavoro al Congresso. Il quadro è pure riprodotto sul retro della banconota da due dollari.

I padri fondatori degli Stati Uniti furono coloro che firmarono la Dichiarazione d'indipendenza degli Stati Uniti, ma vengono definiti tali anche coloro che firmarono la Costituzione degli Stati Uniti oppure, in senso più lato, che guidarono i patrioti durante la Rivoluzione americana o collaborarono all'indipendenza degli Stati Uniti dall'Impero britannico.
I loro avversari, che rimasero fedeli alla corona britannica, erano detti lealisti.

## Caratteri comuni dei Padri fondatori
I 55 delegati che parteciparono alla Convenzione di Filadelfia erano tipici esponenti della classe dirigente coloniale alla fine del XVIII secolo. Praticamente tutti erano possidenti di buona cultura, che godevano di una posizione dominante all'interno delle loro comunità e dei loro stati, che per molti si traduceva anche in un rilievo di livello nazionale. Nella quasi totalità avevano avuto un ruolo nella Rivoluzione. Di loro, 29 avevano servito nell'Esercito continentale, molti dei quali in posizioni di responsabilità.

### Esperienza politica
I firmatari della Costituzione avevano un'estesa esperienza politica. Nel 1787, i tre quarti di loro erano o erano stati membri del Congresso continentale. Tutti i 55 delegati avevano comunque esperienze di governo nelle istituzioni coloniali o, dopo l'indipendenza, dei singoli stati. La maggioranza aveva anche tenuto cariche a livello locale o di contea.
- Mifflin e Gorham avevano ricoperto la presidenza del Congresso continentale.
- Bassett, Blair, Brearly, Broom, Davie, Dayton, Alexander Martin, Luther Martin, Mason, McClurg, Aterson, Charles Pinckney, Strong, Washington e Yates appartenevano alla minoranza che non aveva mai fatto parte del Congresso.
- Otto di loro (Clymer, Franklin, Gerry, Robert Morris, Read, Sherman, Wilson e Wythe) erano stati firmatari della Dichiarazione d'indipendenza
- Sei (Carroll, Dickinson, Gerry, Gouverneur Morris, Robert Morris e Sherman) erano stati firmatari degli Articoli della Confederazione.
- Due, Sherman e Robert Morris, avevano firmato sia la Dichiarazione d'indipendenza che gli articoli di Confederazione.
- Dickinson, Franklin, Langdon e Rutledge erano stati governatori.

### Occupazioni
I delegati del 1787 rappresentavano un'ampia varietà di figure professionali di livello alto e medio alto. Diversi svolgevano più attività. In questo non divergevano molto dal ceto dirigente lealista, a parte il fatto che i rivoluzionari erano generalmente più giovani. Trentacinque erano avvocati o avevano svolto la pratica forense, anche se non tutti traevano dalla professione legale la maggior parte del loro reddito. Alcuni di loro erano anche diventati giudici.
- Tredici membri della convenzione erano mercanti: Blount, Broom, Clymer, Dayton, Fitzsimons, Gerry, Gilman, Gorham, Langdon, Robert Morris, Pierce, Sherman e James Wilson.
- Dodici si dedicavano alla compravendita di terreni: Blount, Dayton, Fitzsimons, Gorham, Robert Morris e Wilson.
- Undici praticavano su larga scala la compravendita di titoli finanziari: Bedford, Blair, Clymer, Dayton, Fitzsimons, Franklin, King, Langdon, Robert Morris, Charles Cotesworth Pinckney e Sherman.
- Dodici erano proprietari o conducevano piantagioni o grandi fattorie che si affidavano al lavoro degli schiavi: Bassett, Blair, Blount, Butler, Carroll, Jenifer, Mason, Charles Pinckney, Charles Cotesworth Pinckney, Rutledge, Spaight e Washington. Anche Madison possedeva schiavi, così come Franklin, che più tardi divenne abolizionista ed affrancò tutti gli schiavi di sua proprietà.
- Broom e Few erano piccoli agricoltori.
- Nove ricevevano una buona parte dei loro redditi dalla funzione pubblica ricoperta: Baldwin, Blair, Brearly, Gilman, Jenifer, Livingston, Madison e Rutledge.
- Tre si erano ritirati dallo svolgimento di particolari attività economiche: Franklin, McHenry e Mifflin.
- Franklin e Williamson, oltre a svolgere varie attività, erano scienziati.
- McClurg, McHenry e Williamson erano medici e Johnson presiedeva un college.
- Baldwin era stato un ecclesiastico protestante. Williamson, Madison, Ellsworth e probabilmente anche altri avevano compiuto studi di teologia, ma non avevano mai ricevuto ordini.

### Situazione finanziaria
La gran parte di coloro che possedevano le maggiori fortune del periodo coloniale si era schierata con i lealisti e, dopo l'indipendenza, era tornata nella madrepatria o si era trasferita in altre colonie britanniche del Nord America. Di conseguenza, pochi dei delegati erano veramente ricchi. Comunque, anche gli altri disponevano di una buona, se non eccellente, posizione finanziaria.
- Washington e Robert Morris erano annoverati tra le persone più ricche del paese.
- Anche Carroll, Houston, Jenifer e Mifflin erano molto ricchi.
- Tra i meno benestanti erano Baldwin, Brearly, Broom, Few, Madison, Paterson e Sherman, anche se tutti loro riuscivano a vivere in condizioni più che dignitose.
- Molti appartenevano a famiglie che disponevano già di buoni patrimoni: Blair, Butler, Carroll, Houston, Ingersoll, Jenifer, Johnson, Livingston, Mifflin, Gouverneur Morris, entrambi i Pinckney, Randolph, Rutledge, Washington e Wythe.
- Altri erano giunti al benessere o alla ricchezza partendo da umili origini: Few, Franklin, Gorham, Hamilton e Sherman.

#### Informazioni demografiche
Brown (1976) e Harris (1969) fornirono informazioni dettagliate a proposito di ogni uomo.
- Molti dei delegati del 1787 erano nativi delle 13 colonie.
- Solo otto nacquero altrove: quattro (Butler, Fitzsimons, McHenry, e Paterson) in Irlanda, due (Davie e Robert Morris) in Inghilterra, uno (Wilson) in Scozia, e uno (Hamilton) nei Caraibi.
- Molti di loro si sono spostati da uno Stato all'altro. Sedici individui sono addirittura vissuti o hanno lavorato in una o più colonie: Baldwin, Bassett, Bedford, Dickinson, Few, Franklin, Ingersoll, Livingston, Alexander Martin, Luther Martin, Mercer, Gouverneur Morris, Robert Morris, Read, Sherman, and Williamson.
- Molti altri hanno studiato o viaggiato all'estero.

I Padri fondatori hanno avuto una forte preparazione culturale. Altri, come Franklin, sono stati in gran parte autodidatti o hanno imparato tramite apprendistato. Altri hanno ottenuto l'istruzione da insegnanti privati o accademie. Circa la metà degli uomini si sono laureati nelle università delle colonie o in Inghilterra. Molti uomini hanno ottenuto lauree in medicina o corsi avanzati in teologia. Per la maggior parte, i delegati erano un gruppo molto colto. Alcuni giudici sono stati istruiti negli Inns of Court a Londra. Ma molti si sono formati presso giudici americani.

#### Longevità e vita familiare
Per il loro periodo, i delegati del 1787 (come i firmatari del 1776) erano anziani. Il più anziano a morire aveva 67 anni. Il primo a morire fu Houston nel 1788; l'ultimo, Madison nel 1836.
- Carroll arrivò a 95 anni e all'epoca della sua morte era l'ultimo firmatario ancora in vita.
- Pochi - Franklin, Madison, Williamson, e Wythe – vissero fino a ottant'anni.
- Quindici o Sedici (dipende dall'età esatta di Fitzsimons) morirono a settant'anni.
- 20 o 21 a sessanta.
- Otto vissero fino a cinquanta.
- Cinque vissero solo fino a quaranta.
- Due (Hamilton e Spaight) furono uccisi in duello.

Molti dei delegati si sposarono e crebbero dei figli. Sherman ebbe la famiglia più numerosa, 15 figli da 2 mogli.
- Alla fine nove (Bassett, Brearly, Johnson, Mason, Paterson, Charles Cotesworth Pinckney, Sherman, Wilson e Wythe) si sposarono più di una volta.
- Quattro (Baldwin, Gilman, Jenifer e Alexander Martin) rimasero scapoli.

### Religioni
I tre documenti fondanti degli Stati Uniti d'America sono la Dichiarazione di Indipendenza (luglio 1776), gli Articoli della confederazione (scritti nel 1777, ratificati nel 1781) e la Costituzione degli Stati Uniti d'America (1789). Ci sono un totale di 143 firme su questi documenti, rappresentanti 118 firmatari (qualcuno ha firmato più di un documento).
Furono 56 i firmatari della Dichiarazione d'Indipendenza, mentre furono 48 i firmatari degli Articoli della Confederazione. Tutti i 55 delegati che presero parte alla Convenzione costituzionale del 1787 erano considerati Padri fondatori, perché scrissero e firmarono la Costituzione, che è la base del sistema legale e politico del paese. Poiché solo 39 delegati firmarono i documenti, 16 delegati non li firmarono - delegati alla Convenzione ma non firmatari della Costituzione.
Ci furono 95 Senatori e Rappresentanti nel primo congresso federale. Se si considerano tutti insieme i firmatari della Dichiarazione, degli Articoli della confederazione e della Costituzione con i delegati che non firmarono, e quindi si aggiungono le persone nel primo congresso federale, si ottiene un totale di 238 ruoli in questo gruppo che si può classificare come quello dei Padri fondatori degli Stati Uniti. Poiché 40 persone hanno avuto ruoli multipli (hanno firmato più documenti e/o presieduto il primo congresso federale), ci sono 204 individui nel gruppo dei "padri fondatori". Questi sono quelli che hanno fatto una o più della seguenti cose:
- firmato la Dichiarazione d'indipendenza
- firmato gli Articoli della Confederazione
- partecipato alla Convenzione costituzionale del 1787
- firmato la Costituzione degli Stati Uniti d'America
- partecipato come senatore nel primo Congresso federale (1789-1791)
- partecipato come rappresentante al primo Congresso federale

L’affiliazione religiosa di queste persone è riassunta sotto. Ovviamente questo è un elenco di persone molto ristretto, e non include tutti quelli che possono essere considerati "Padri fondatori americani", ma molte delle maggiori figure che le persone generalmente mettono in questo contesto usando questo criterio, includendo George Washington, Thomas Jefferson, Samuel Adams, Benjamin Franklin, John Adams, John Hancock, James Madison, Alexander Hamilton e altri.
- Religione - Numero - Percentuale
  - Episcopali/Anglicani - 88 - 54,7%
  - Presbiteriani - 30 - 18,6%
  - Congregazionalisti - 27 - 16,8%
  - Quaccheri - 7 - 4,3%
  - Tedeschi riformati - 6 - 3,7%
  - Luterani - 5 - 3,1%
  - Cattolici - 3 - 1,9%
  - Ugonotti - 3 - 1,9%
  - Unitari - 3 - 1,9%
  - Metodisti - 2 - 1,2%
  - Calvinisti - 1 - 0,6%

Nella tabella, alcune persone sono state contate più di una volta perché hanno cambiato religione da una denominazione all'altra.

## Firmatari della dichiarazione di indipendenza
- John Adams
- Samuel Adams
- Josiah Bartlett
- Carter Braxton
- Charles Carroll
- Samuel Chase
- Abraham Clark
- George Clymer
- William Ellery
- William Floyd
- Benjamin Franklin
- Elbridge Gerry
- Button Gwinnett
- Lyman Hall
- John Hancock
- Benjamin Harrison
- John Hart
- Joseph Hewes
- Thomas Heyward, Jr.
- William Hooper
- Stephen Hopkins
- Francis Hopkinson
- Samuel Huntington
- Thomas Jefferson
- Francis Lightfoot Lee
- Richard Henry Lee
- Francis Lewis
- Philip Livingston
- Thomas Lynch, Jr.
- Thomas McKean
- Arthur Middleton
- Lewis Morris
- Robert Morris
- John Morton
- Thomas Nelson Jr.
- William Paca
- John Penn
- Robert Treat Paine
- George Read
- Caesar Rodney
- George Ross
- Benjamin Rush
- Edward Rutledge
- Roger Sherman
- James Smith
- Richard Stockton
- Thomas Stone
- George Taylor
- Matthew Thornton
- George Walton
- William Whipple
- William Williams
- James Wilson
- John Witherspoon
- Oliver Wolcott
- George Wythe

## Delegati all'Assemblea Costituzionale

### Delegati firmatari
- Abraham Baldwin
- Richard Bassett
- Gunning Bedford, Jr.
- William Blount
- David Brearly
- Jacob Broom
- Pierce Butler
- Daniel Carroll
- George Clymer
- Jonathan Dayton
- John Dickinson
- William Few
- Thomas Fitzsimons
- Benjamin Franklin
- Nicholas Gilman
- Nathaniel Gorham
- Alexander Hamilton
- Jared Ingersoll
- Daniel of St. Thomas Jenifer
- William Samuel Johnson
- Rufus King
- John Langdon
- William Livingston
- James Madison
- James McHenry
- Thomas Mifflin
- Gouverneur Morris
- Robert Morris
- William Paterson
- Charles Cotesworth Pinckney
- Charles Pinckney
- George Read
- John Rutledge
- Roger Sherman
- Richard Dobbs Spaight
- George Washington (presidente dell'Assemblea Nazionale)
- Hugh Williamson
- James Wilson
- William Jackson (Segretario di Stato)

### I sedici delegati che non firmarono
| - William Richardson Davie - Oliver Ellsworth - Elbridge Gerry - William Houston - William Houstoun - John Lansing, Jr. - Alexander Martin - Luther Martin | - George Mason - James McClurg - John Francis Mercer - William Pierce - Edmund Randolph - Caleb Strong - George Wythe - Robert Yates |  |

## Altre figure rivoluzionarie consideratePadri fondatori
| - Ethan Allen - Richard Bland - George Clinton - Alexander Hamiton (politico). Primo tesoriere dello stato e braccio destro di Washington - Patrick Henry - John Jay - Henry Lee III - Robert R. Livingston - John Marshall, quarto presidente della Corte Suprema degli Stati Uniti. - Filippo Mazzei, emigrante italiano, patriota e panflettista che suggerì la frase "All men are created equal" - James Monroe, membro del Congresso Continentale e quinto Presidente degli Stati Uniti, l'ultimo della "generazione Repubblicana" - Thomas Paine, che divenne famoso durante la rivoluzione francese con il suo I diritti dell'uomo. Fu eletto all'Assemblea nazionale e collaborò alla stesura della Costituzione francese. - Peyton Randolph, Presidente del primo Congresso continentale. - Friedrich Wilhelm von Steuben, il generale prussiano che riorganizzò l'Esercito continentale e lo guidò alla vittoria. - Charles Thomson, Segretario al secondo Congresso continentale. - Luis de Unzaga, Luigi de Unzaga y Amézaga governatore della Luisiana. |

### In lingua inglese
- American National Biography Online, (2000), scholarly biographies of 18,000 Americans, including all the Founders. online edition
- Richard D. Brown. "The Founding Fathers of 1776 and 1787: A Collective View," The William and Mary Quarterly, 3rd Ser., Vol. 33, No. 3 (Jul., 1976), pp. 465–480 online at JSTOR
- Joseph J. Ellis. Founding Brothers: The Revolutionary Generation (2002), Pulitzer Prize
- Jack P. Greene. "The Social Origins of the American Revolution: An Evaluation and an Interpretation," Political Science Quarterly, Vol. 88, No. 1 (Mar., 1973), pp. 1–22 online in JSTOR
- P.M.G. Harris, "The Social Origins of American Leaders: The Demographic Foundations, " Perspectives in American History 3 (1969): 159-364.
- Mark E. Kann; The Gendering of American Politics: Founding Mothers, Founding Fathers, and Political Patriarchy Praeger, 1999
- Adrienne Koch; Power, Morals, and the Founding Fathers: Essays in the Interpretation of the American Enlightenment 1961
- Frank Lambert. The Founding Fathers and the Place of Religion in America. 2003.
- Martin, James Kirby. Men in rebellion: Higher governmental leaders and the coming of the American Revolution, (1973)
- Robert Previdi; "Vindicating the Founders: Race, Sex, Class, and Justice in the Origins of America," Presidential Studies Quarterly, Vol. 29, 1999
- Cokie Roberts. Founding Mothers: The Women Who Raised Our Nation (2005)
- Gordon S. Wood. Revolutionary Characters: What Made the Founders Different (2006)